# Fancy Farm
Fancy Farm är en så kallad census-designated place i Graves County i Kentucky. Vid 2020 års folkräkning hade Fancy Farm 403 invånare.